# Inocybe vaccina
Inocybe vaccina är en svampart som beskrevs av Kühner 1955. Inocybe vaccina ingår i släktet Inocybe och familjen Inocybaceae.   Inga underarter finns listade i Catalogue of Life.